# In silico
in silico（イン・シリコ）は、in vivo （生体内で）や in vitro （ガラス、すなわち試験管内で）などに準じて作られた用語で、文字どおりには「シリコン（ケイ素）内で」の意味であり、実際には「コンピュータを用いて」を意味する。バイオインフォマティクスなどの研究で頻繁に見られる表現であり、コンピュータの半導体にシリコンが使われていることからこのような表現になった。
分子生物学などの実験や測定は通常、「ウェット (wet)」と呼ばれるように、細胞や各種の生体分子を実際に取り扱いながら行われる。それに対して、実験や測定に関連するシミュレーション計算など、実際の対象物は取り扱わず、計算で結果を予測する手法を指して in silico と呼ぶ。なお、生物学関係の研究の場合、ウェットとの対比で「ドライ (dry)」と呼ばれることもある。